# النهاية (أسيوط)
قرية النهاية هي إحدى القرى التابعة لمركز ديروط في محافظة أسيوط في جمهورية مصر العربية. حسب إحصاءات سنة 2006، بلغ إجمالي السكان في النهاية 6067 نسمة، منهم 3029 رجل و3038 امرأة.